# 足立敏之
足立 敏之（あだち としゆき、1954年〈昭和29年〉5月20日 - 2024年〈令和6年〉12月27日）は、日本の政治家、国土交通技官。
参議院財政金融委員長、参議院議員（2期）、技監、国土交通省水管理・国土保全局長、同省中部地方整備局長、同省四国地方整備局長などを歴任。

## 経歴

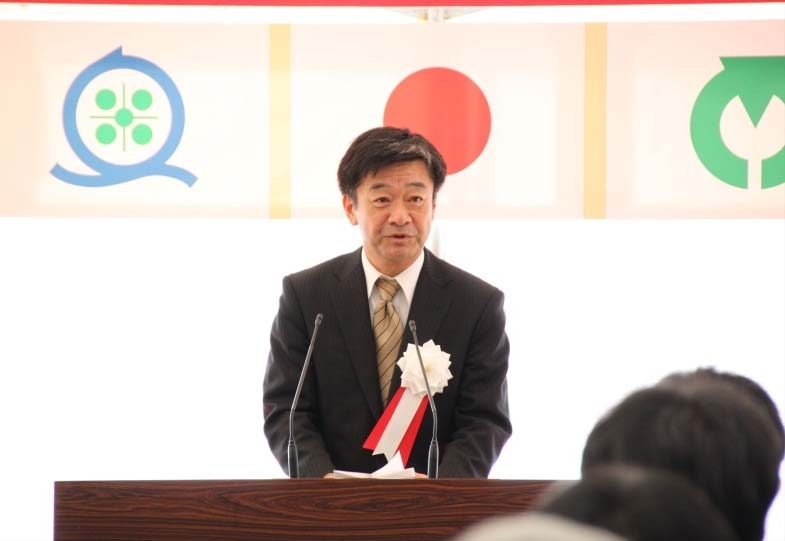
胆沢ダム竣工式にて（2013年）

兵庫県西宮市出身。本籍は京都府福知山市、その後、東京都に在住。父は南日本酪農協同常務取締役大阪支店長を務めた足立優。息子の妻は宮地エンジニアリング監査役を務めた百瀬慎一郎の娘で、親戚には全国生コンクリート工業組合連合会理事や長野県生コン工業組合理事長の山浦友二がいる。
1973年、和歌山県立桐蔭高等学校を卒業。高校ではテニス部に所属した。1977年、京都大学工学部交通土木工学科を卒業。1979年、京都大学大学院修士課程修了。同年、建設省に入省し、2002年、内閣官房参事官に就任。近畿地方整備局企画部長（2003年）、河川局河川計画課長（2004年）、四国地方整備局長（2007年）、水管理・国土保全局長（2012年）などを歴任し、2013年、技監に就任。2015年、国土交通省を退職した。国土交通省では茨城県で送電線の鉄塔9基が崩壊した2002年の台風21号、河川計画課長時代の平成16年台風第23号の経験をもとに緊急災害対策派遣隊の創設に携わった。
国交省出身で引退する脇雅史の建設産業における事実上の後継候補として日本建設業連合会、全国建設業協会、コンサルティングエンジニア連盟、全国中小建設業協会などの推薦を得て、2016年の第24回参議院議員通常選挙に立候補。建設分野の職域代表としては過去最多の得票数となる29万3735票を獲得して初当選した。選挙戦では同じ自民党の比例区に名字が同じ読みの阿達雅志が立候補しており、間違えて投票されることのないよう、支援団体の中では「足で立つ 足立としゆき 役に立つ」という句が詠まれるなどした。
2022年7月の第26回参議院議員通常選挙で、自民党は比例代表に特定枠2人を含め計33人の候補者を擁立し、18議席を獲得をした。足立は5番目の得票数で再選を果たした。
2024年1月26日、参議院財政金融委員長に就任。
2024年12月25日から翌2025年1月6日までの予定でモルディブへの渡航を参議院事務局に届け出ていたが、12月27日、渡航先のモルディブで死去した。70歳没。自民党などにより海難事故によるものと公表されていたが、同月30日に事務所により詳細が公表された。事務所によれば、足立は滞在先でシュノーケリングの最中に行方不明となり、その後発見されて現地の医療機関に搬送されたが、死亡が確認されたという。死因は誤嚥性肺炎の疑いによる溺死とされた。死没日付をもって正四位に叙され、瑞宝重光章を追贈された。哀悼演説は翌2025年1月24日、参議院本会議で森屋宏により行われた。
足立の死去に伴う繰上補充により、次点者の小川克巳が翌2025年1月20日に繰上当選となった。

## 政策・主張
- 選挙活動では、「建設産業再生」をスローガンに掲げており、当選後の日刊建設工業新聞のインタビューに対して「建設省、国土交通省で培った経験とノウハウを公共事業予算を確保する場面で生かしていきたい」として民国連立政権で削減された公共事業費を以前の水準に戻すことで、国民の安全・安心を守るインフラ整備に取り組む姿勢を示している。また、建設労働者の待遇改善や建設工事の単価引き上げに取り組む姿勢を示している[15]。
- 建設業界で実際に話を聞いた経験から、アベノミクスの効果は上がっているとし、堤防の強化や既存インフラの老朽化対策、耐震対策など国土強靭化を進めることにより、防災行政を推進していく考えを示している[10]。
- 日本禁煙学会が2016年の参院選に先駆けて行った受動喫煙防止法についての公開アンケートにおいて、レストランやバーを含む一般市民が出入りする場所について、禁煙とすべきか分煙とすべきかは「現時点で判断がつかない」として未回答としている[27]。
- 「消費税0%の検討」を掲げた『国民を守るための「真水100兆円」令和2年度第2次補正予算に向けた提言』に賛同している[28]。

## 所属団体・議員連盟
- 日本の未来を考える勉強会[29]
- 公共工事品質確保に関する議員連盟（事務局長代理）[30]

## 選挙歴
| 当落 | 選挙                     | 執行日         | 年齢 | 選挙区       | 政党       | 得票数     | 得票率 | 定数 | 得票順位 /候補者数 | 政党内比例順位 /政党当選者数 |
| ---- | ------------------------ | -------------- | ---- | ------------ | ---------- | ---------- | ------ | ---- | ------------------ | ---------------------------- |
| 当   | 第24回参議院議員通常選挙 | 2016年07月10日 | 62   | 参議院比例区 | 自由民主党 | 29万3735票 | ーー   | 48   | /                  | 6/19                         |
| 当   | 第26回参議院議員通常選挙 | 2022年07月10日 | 68   | 参議院比例区 | 自由民主党 | 24万7634票 | ーー   | 50   | /                  | 7/18                         |

## 関連人物
- 佐藤克英 - 後援会参与、元国土交通省東北地方整備局長[1]
- 藤田元治 - 徳島県美馬市市長

脚注
1. ↑  『国家公務員法第106条の25第1項等の規定に基づく国家公務員の再就職状況の報告（令和3年4月1日〜同年6月30日分）』（プレスリリース）内閣官房内閣人事局、2021年9月24日。2024年12月28日閲覧。